# 蒂米什瓦拉國際機場
蒂米什瓦拉國際機場（羅馬尼亞語：Aeroportul Internațional Traian Vuia Timișoara，IATA代碼：TSR，ICAO代碼：LRTR）是羅馬尼亞城市蒂米什瓦拉的國際機場，位於巴納特地區。這座機場是羅馬尼亞第三繁忙的機場，也是羅馬尼亞西部最主要的機場，維茲航空和瑞安航空在該機場有航班起降。自2017年開始，蒂米什瓦拉國際機場是羅馬尼亞唯一獲得歐洲航空安全局認證的機場。

## 外部連結
维基共享资源上的相關多媒體資源：蒂米什瓦拉國際機場
- Official website
- Google Maps – Aerial view
- Accident history for TSR （页面存档备份，存于） at Aviation Safety Network
- Ground transportation to and from Timișoara Traian Vuia Airport at AirportJump